# Mjøllkvævane
Mjøllkvævane (norwegisch für Pulverschneekessel) sind einer Reihe verschneiter Bergkessel im ostantarktischen Königin-Maud-Land. In der Payergruppe der Hoelfjella liegen sie auf der Ostseite des Kvævefjellet.
Norwegische Kartografen, die diese Bergkessel auch deskriptiv benannten, kartierten sie anhand von Luftaufnahmen der Dritten Norwegischen Antarktisexpedition (1956–1960).